# Eduardo Engel
Eduardo Martín Engel Goetz (Chile, 13 de maio de 1956) é um economista, matemático e engenheiro civil chileno.

## Biografia
Eduardo Engel estudou engenharia civil matemática na Facultad de Ciencias Físicas y Matemáticas da Universidade do Chile. Obteve um doutorado em estatística na Universidade Stanford e um doutorado em economia no Instituto de Tecnologia de Massachusetts (MIT). É professor de economia da Facultad de Economía y Negocios da Universidade do Chile e da Universidade Yale. Nesta última foi eleito "professor do ano" pelos graduados em economia nos anos 2001, 2003, 2009 e 2011.

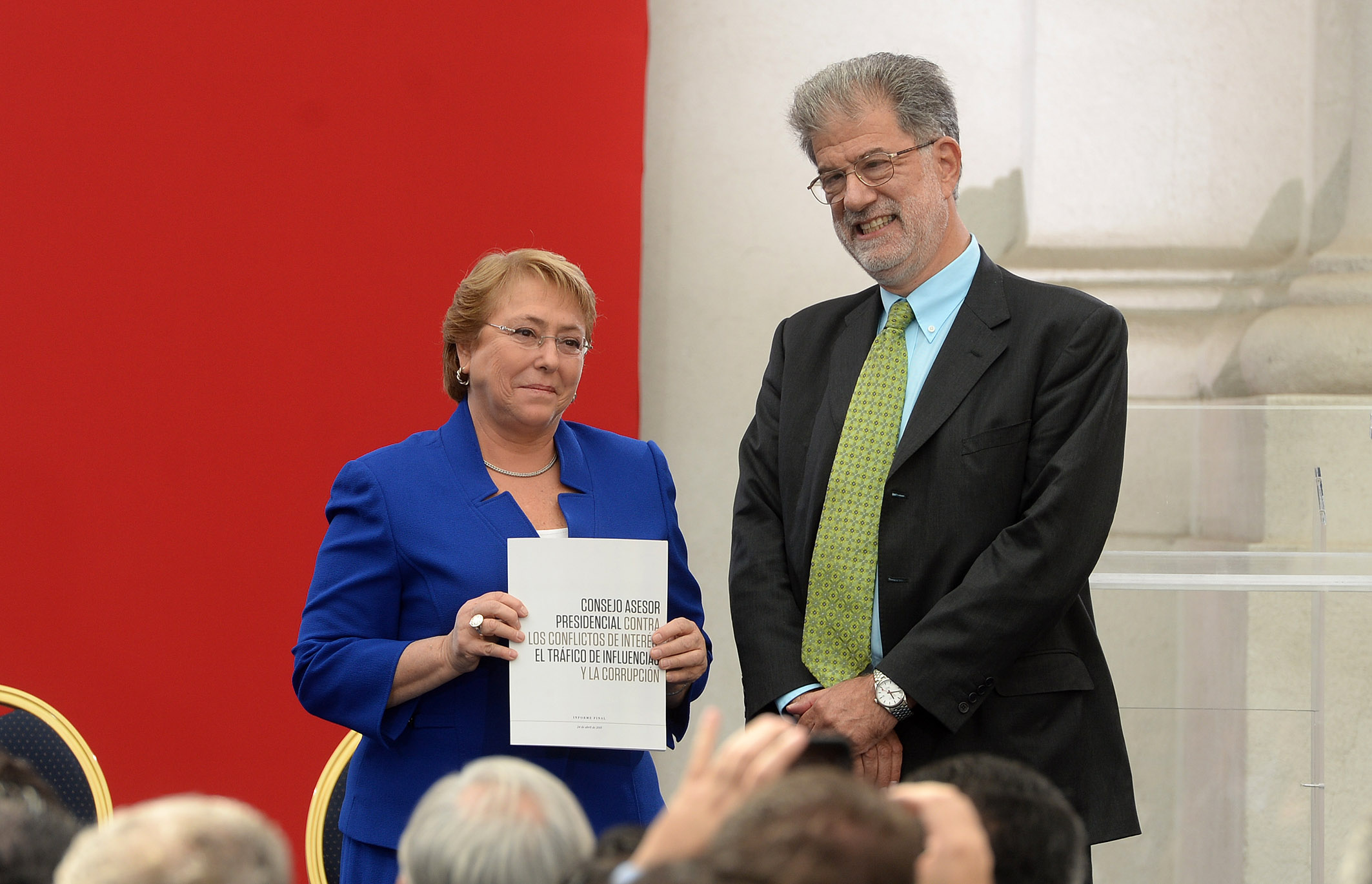
Engel entregando o informe do Conselho Assessor que presidiu a Michelle Bachelet.

É investigador associado do National Bureau of Economic Research (NBER) e do International Growth Centre. Publicou diversos artigos sobre macroeconomia, finanças públicas e regulação. Uma de suas investigações sobre a dinâmica da inversão na indústria dos Estados Unidos, realizada com Ricardo Caballero, lhe rendeu a Medalha Frisch de 2002, outorgada pela revista Econometrica.
Foi assessor econômico dos candidatos à presidência Eduardo Frei Ruiz-Tagle em 2009, e Michelle Bachelet em 2013. Esta última, já como presidenta, o designou presidente do Conselho Assessor Presidencial contra os conflitos de interesse, o tráfico de influências e a corrupção em 2015.